# Hortensia von Moos
Hortensia Gugelberg von Moos (1659-1715) va ser una erudita suïssa originària de Maienfeld. Fins a casar-se amb Rudolf Gugelbert es deia Hortensia von Salis. Tenia un ampli coneixement de molts temes, incloent-hi teologia i medicina, però és coneguda pels seus escrits sobre l'estatus de la dona.

## Vida
Era la filla gran de Karl Gubert von Salis i Ursula von Salis. Va créixer a Maienfeld i va ser educada per un tutor. Més tard va continuar la seva formació per autodidaxi. El 1682 es va casar amb Rudolf Gugelberg von Moos. Els seus fills van morir joves i el seu marit va morir el 1692 en una batalla al servei de França.
Va estudiar especialment història natural i va intercanviar correspondència amb estudiosos com Johann Heinrich Heidegger i Johann Jakob Scheuchzer. Va ser una practicant de medicina naturalls pacients hi anaven de lluny per trobar tractament. També es diu que va ser una de les primeres dones a realitzar un examen post mortem després de la mort d'un criat. La seva casa a Maienfeld era un lloc de trobada de científics de diferents universitats i facultats.
Els seus escrits van ser publicats sota el pseudònim «Dama aristocràtica». Sovint examinava qüestions religioses i demanava el mateix dret a la llibertat i la igualtat en l'àmbit de la ment tant per a homes com per a dones.
Hortensia Gugelberg von Moos va morir a Maienfeld a l'edat de 56 anys. Avui en dia és considerada una figura referencial del moviment femení suís.
Obres destacades
- Glaubens-Rechenschafft (Justificació/responsabilitat de la fé)
- Conversations-Gespräche (Conversacions)
- Gebät (Precs)
- Reedició moderna de les seves tres obres principals: Glaubens-Rechenschafft, Conversations-Gespräche, Gebät (2003)[4]